# Ahmed Salum II Ould Ali
Ahmed Salum II Ould Ali fou emir de Trarza (1891-1905) fill de l'emir Ali Diombot Ould Mohammed.
El seu oncle Amar V se'n malfiava, el que es va confirmar quan Ahmed Salum va anar a Saint Louis del Senegal a l'inici del 1891 i va demanar el protectorat francès al governador. L'emir Amar, per por que el seu rival fos reconegut, va fer la mateixa demanda. El governador Henri Félix de Lamothe va decidir resoldre la qüestió personalment i se'n va anar a Richard Toll on va citar a les dues parts. Però Amar V, enganyat per Khayaroum (que secretament aconsellava Ahmed), no hi va anar i el governador, igualment enganyat pels falsos informes de Khayaroum, va declarar que França ja no reconeixia Amar V Salum com emir i que la seva protecció i subsidis passarien a Ahmed Salum. Aquest va recollir els subsidis i va obtenir també alguns axuliars que li va donar el cap del Waalo, Yamar Ndiadié, amb els quals va constituir una mehalla que li va servir per saquejar alguns campaments favorables al seu cosí.
Privat del suport francès, Amar V Salum no va tardar a ser abandonat pels Oulad Ahmed ben Daman. Khayaroum (els serveis del qual a Ahmed no eren públics) es va passar oficialment al nou emir amb la seva fracció i van seguir molts més. Amb el suport general Ahmed Salum II fou proclamat emir al setembre de 1891. L'octubre va signar un tractat amb França que establia la llibertat de comerç i era reconegut pels francesos que li pagarien una subvenció.
Amar V va resistir i va lliurar diversos combats però cap de decisiu fins que al setembre de 1893 Amar fou reconegut a la riba de la mar a Goueïch. Va intentar fugir durant l'escaramussa però va ser atrapat pel visir Khayaroum i els seus homes. Va ser mort d'un tret que va disparar Mohammed ould Souidi Al-Mokhtar ould Droïga dels Oulas Seyid, a la platja de Djioua (14 de setembre de 1893). En endavant Ahmed Salum ja no va tenir oposició.
Ahmed va signar diversos tractats amb el brak del Waalo Yamar Mbodj (sota auspicis dels francesos). El 25 de maig de 1892, el 10 de setembre de 1894 i el 29 de juliol de 1895. Les relacions amb els francesos van restar bones. Un incident important, l'assassinat de l'administrador Vincent enfront de Dagana el 24 de febrer de 1894, per Mohammed Bou Raz, germanastre d'Ahmed, no va tenir conseqüències per aquestes relacions, ja que no fou un crim polític. L'assassí fou mort el mateix any per Khayaroum, prop del campament del Cheikh Sidïa.
La branca derivada de Mohammed Fal Ould Sidi, considerada branca major o vella, estava representada aleshores per Sidi i Ahmed ould Deïd, els dos fills de Mohammed Fal, que tenien només quinze i catorze anys el 1895, i per això eren poc perillosos. Ahmed Salum II va poder regnar en pau fins al 1898, quan Sidi, amb divuit anys, va començar l'agitació, a la qual cosa no eren alienes les intrigues del visir Khayaroum Ould Mokhtar. L'emir va destituir el visir, però en lloc de millorar la situació es va guanyar un enemic declarat i el visir es va passar al camp de Sidi amb tota la seva gent. Això va contribuir perdre gradualment la seva popularitat, un procés que ja s'havia iniciat quan es va casar amb Fatma Ment Sidi Ali, germana de l'emir de Brakna Ahmeddou II i la seva primera esposa Miriam, filla de Brahim Khalil dels Oulad Ahmed ben Daman, es va retirar al campament de la seva família; això el va privar del suport d'aquesta fracció que va començar a donar suport a Sidi. Finalment els assassinats de l'oncle matern de Sidi, Ahmed Bouna, i del germà del pretendent, Ahmed ould Deïd, ordenats per l'emir el 1898 i executats pel seu jove cosí Ahmed Salum Ould Brahim Ould Mohammed Al-Habib (després Ahmed Salum III) que reclamava la venjança per l'assassinat del seu pare per Ali Diambot, li va alienar les darreres simpaties. Els seus tributaris Rehahla es va revoltar i els germans de l'emir enviats a sufocar la revolta van resultar ferits; els Rehahla llavors van fugir al Tagant però van acabar retornant el 1900.
A partir del 1899 la lluita es va desenvolupar entre Ahmed Salum III i Sidi Ould Mohammed que tenia el suport total dels Oulad Ahmed ben Daman i dels Oulad Daman. Sidi es va establir a Dagana al riu Senegal i va lliurar escaramusses el 1900 i 1901. El novembre de 1901 va reeixir reunir els seus partidaris, les forces de Khayaroum, i les dels Oulad Daman, manades per Mohammed, fill d'Ahmed Bouna, i va sorprendre el campament de l'emir i el va destruir en part. Sidi Diao, germà d'Ahmed Salum II va morir en aquesta acció; el mateix emir fou derrotat pocs dies després i va recular fins a Ndiago, mentre Sidi li tancava l'accés a Trarza i es va establir al marigot dels Maringouins.
Aquestes lluites deixaven el tractat de comerç sense possible aplicació. França va decidir donar suport a l'emir oficial, Ahmed Salum II, amic i signatari dels tractats. Yamar Mbodj, brak del Waalo, va travessar el riu amb els seus contingents wòlofs, es va reunir amb Ahmed Salum II i va derrotar les forces de Sidi, rebutjant-lo cap al territori de l'emirat de Brakna (gener de 1902). L'emir no va saber aprofitar l'oportunitat i el febrer fou altre cop sorprès a Khêo i va haver de fugir altre cop i deixar el seu campament en mans dels enemics. França va enviar un destacament al llac Reqiz (llac Cayar) a Souet el-Ma; el maig de 1902 es va intentar una reconciliació que va fracassar. Llavors els francesos van optar per una acció més decidida; els territoris de Mauritània foren segregats de la colònia del Senegal i posat sota l'autoritat especial d'un Comissari del Govern general (estiu de 1902). Xavier Coppolani fou el primer comissari.
Amb contingents del Waalo i dels gandiolesos i va establir al riu les posicions de Ndiago, Biak o Biakh, i Souet el-Ma per prendre el primer contacte amb les tribus; els Oulad Bou Sba de la riba esquerra i després les tribus marabútiques van respondre a la crida del comissari. Coppolani va convidar l'emir a reunir els seus partidaris a Garak; el desembre de 1902 l'emir ho va intentar però una bona part dels Oulad Ahmed ben Daman i gairebé tots els Oulad Daman, no hi eren, ja que afavorien Sidi i no van tardar a proclamar Sidi Ould Mohammed Fal com a emir. Cheik Sidïa els va calmar però a Dagana Coppolani ja intentava fer abdicar l'emir. Aquest va establir els seus campaments a Khéo i a Garak al darrere de les posicions franceses, i es va dedicar a esperar igual que feien els partidaris de Sidi més al nord.
Coppolani es va entendre amb les tribus marabútiques; va rebre delegacions dels Oulad Diman, dels Tendgha i dels Tadjakant. Va sortir el 15 de desembre de 1902 de Souet el-Ma i va avançar progressivament a l'interior on va establir les posicions franceses de Khroufa i Nouakchot (gener i febrer de 1903). Va treballar per reunir els caps guerrers trarzes i va prendre a sou com a caps dels irregulars Khayaroum, Othman ould Brahim Khalil i Bou Bakar Ciré, que dirigien la major part dels guerrers Oulad Ahmed ben Daman. Coppolani va embarcar el febrer de 1903 a Nouakchot i va tornar per mar a Saint Louis del Senegal.
La intervenció francesa va provocar un acostament dels dos rivals. Ahmed Salum III es va traslladar al nord, al Tell, als terrenys dels Oùlad Bou Sba, i es va mostrar conciliador. Sidi per la seva part va renunciar al títol d'emir momentàniament; les dues parts enfrontades van començar negociacions; van arribar a planejar junts un atac a la posició francesa de Nouakchot (novembre de 1903), però van advertir Khayaroum, que volien al llur costat, i li van demanar evacuar el lloc uns dies durant l'atac, però l'exvisir va avisar els francesos, i l'atac per sorpresa fou impossible.
Coppolani, que després d'una estada a França, ja havia tornart, va intentar separar Ahmed Saloum II i Sidi i va optar per aquest darrer que semblava tenir més partidaris i a més els seus Oulad Daman eren aliats de Cheikh Sidïa en les seves lluites contra els Dieïdiba i els Oulad Bou Sba, mentre que Ahmed Salum tenia el suport religiós de Saad Bouh i els Fadelïa. En aquest moment (inici del 1904) Ahmed Salum II estava retirat a les terres dels Oulad Bou Sba, enemics irreductibles del Cheikh Sidïa, el principal cap marabut del país. Sidi, aconsellat per Cheikh Sidïa va abandonar la cooperació amb Ahmed Salum i es va declarar el 13 de març de 1904 a favor dels francesos, agafant altre cop el títol d'emir i l'estiu del 1904 se'n va anar a Saint Louis. Mentre els francesos havien conquerit de fet els emirats de Brakna i de Tagant, però Ahmed Salum encara no era conscient del canvi en la relació de forces que suposava la intervenció francesa i pretenia imposar condicions de sobirà independent quan la sort dels emirats ja estava decidida pels francesos. No hi va haver acord i a final d'any Sidi va retornar al seu campament i va reprendre converses amb Ahmad Salum II.
Durant el 1904 no hi va haver combats a Trarza i la tasca dels francesos va consistir a protegir a les tribus zouaïa (marabútiques) que no es podien defensar contra les ràtzies dels guerres; en aquesta tasca es van lliurar dos combats el 12 de març a Taguihilet i el 13 març prop de Souet el-Ma; entre el 17 i el 31 de març el capità Frèrejean va dispersar bandes de trarzes de l'emir i dels Oulad Bou Sba de Sidi Abdallah ould Bou Alïa Kahla i va destruir llurs campaments foragitant-los cap al nord i l'est; i un combat lliurat contra dos cents guerrers dels Oulad Bou Sba al nord de Souet el-Ma. En aquest any es va fundar a la primavera la posició militar de Bou Tilimit, que va esdevenir després la capital de la residència de Trarza Oriental, i Biakh va esdevenir la capital de la residència de Trarza Occidental.
El gener de 1905 Ahmed Salum i Sidi van arribar a un acord. Com a demostració van fer un atac conjunt a la posició de Khroufa, que de fet havia estat abandonada pels francesos que s'havien traslladat a Nouakchot per assegurar el control de les bandes fidels de Khayaroum i d'Othman al sud i el camí de la Chemama, i per assegurar al nord la protecció de la missió ictiològica de Grave. La unió dels dos caps va portar el suport dels Oulad Bou Sba del nord que oferien refugi als guerrers després de les ràtzies. Els francesos per la seva banda asseguraven el terreny ocupat i protegien les tribus Zouaïa que els servien d'informadors.
Ahmed Salum i Sidi s'adonaven de la situació i un es volia desfer de l'altra per presentar-se als francesos com únic emir. El gener de 1905 els telàmides (seguidors fanàtics) de Cheikh Sidïa dels Oulad Biri foren derrotats pels Oulad Bou Sba, que també van saquejar els campaments del Ida Ou Ali i dels Ida Bel-Hassen (12 de febrer) i dels Id Ag Chella (15 de febrer); poc després d'això l'emir Ahmed Salum va enviar missatges a Cheikh Sidïa per demanar la seva mediació amb els francesos per obtenir la pau. El 13 d'abril de 1905 Ahmed es va presentar a Bou Tilimit, on era Coppolani, per fer submissió personal i anunciar la dels seus; al tornar al seu campament fou assassinat cinc dies després el 18 d'abril de 1905 als pous de Nouakel, a tres dies de marxa al nord de Bou Tilimit; els assassins foren Ahmed ould Deïd (germà de Sidi) i Samba ould Ahmed ould Sidi Mbaïrika (cosí germà de Sidi); els assassins van demanar hospitalitat a Amar Ould Ali, germà de l'emir que no sabia encara de la seva mort i a la nit també el van assassinar, mentre dormia, disparant-li un tret i van fugir tot seguit. Coppolani no va poder reaccionar doncs fou assassinat també a Tidjika el 12 de maig de 1905.
Sidi Ould Mohammed Fal no va ordenar l'assassinat per la política profrancesa d'Ahmed Salum II, sinó per la venjança de sang, ja que Ahmed havia matat vint anys abans al seu pare Mohammed Fal, i per motius personals, ja que la iniciativa d'Ahmed el relegava. L'endemà mateix de la mort de l'emir, Sidi, ara emir únic, va iniciar converses secretes amb els francesos a Bou Tilimit (per mitjà de Cheikh Sidïa) per ser reconegut com a únic emir. Sidi Oul Mohammed Fal va condemnar l'acció del seu germà Ahmed Ould Deïd i va abdicar el càrrec als peus de Cheikh Sidïa, però fou un muntatge, ja que al cap de dos dies els Oulad Daman li van demanar revocar la seva decisió i va tornar a agafar el títol. La família d'Ahmed Salum II es va refugiar al campament de Saad Bou i va demanar protecció a França que va acceptar protegir els hereus a canvi del suport dels seus partidaris a França.
La successió política d'Ahmed Salum II fou reclamada immediatament pel jove Ahmed Salum III Ould Brahim Ould Mohammed Al-Habib, cosí germà de l'emir assassinat i cosí de cinquè grau de Sidi. Sentint la seva vida amenaçada es va refugiar amb les fraccions dels Oulad Beniouk i Oulad Zomboti que li eren fidels, just a temps doncs ja les bandes d'Ahmed Ould Deïd venien a buscar-lo; les forces de Ould Deïd i dels Beniouk i Zomboti es van enfrontar al marigot de Teniader, prop de Garak (maig de 1905). Els haratins (els negres dels oasis) d'Ahmed Saloum II, que havien estat reclutat de manera forçada per Ould Deïd, es van passar al camp d'Ahmed Salum III mercès al qual aquest va obtenir la victòria i va fer fugir a Ould Deïd. Però Ahmed Salum III va anar immediatament a fer submissió al francesos a la seva posició de Biakh (maig de 1905).